# Madonna Tempi
Die Madonna Tempi ist ein Gemälde von Raffael aus dem Jahr 1508. Das Jugendwerk des Künstlers ist in der Alten Pinakothek in München ausgestellt. Mit diesem Werk und dem früher datierten Bild Madonna del Granduca wird seine Schaffensperiode in Florenz beendet. Es gehört zu den schönsten Madonnendarstellungen des frühen 16. Jahrhunderts.
Dieses Gemälde wurde 1829 von König Ludwig I. von Bayern erworben.

## Das Werk
Das Gemälde hat das Format von 75 × 51 cm. Die Tafel ist leicht gewölbt und ist Öl auf Pappelholz. Das Bild wurde von der Familie Tempi in Florenz erworben.
Eine Figurengruppe bildet das Zentrum des Bildes und wird nur durch kleine Landschaftselemente mit tiefliegendem Horizont und dem Blau des Himmels ergänzt. Die Komposition der Personen ist gegensätzlich gehalten.
Das Christuskind wurde mit großer Natürlichkeit gemalt und wird von einer schwingenden, äußerst jungen Maria umschlungen. Die Bewegung des Mantels unterstützt diese geradezu spiralförmige Bewegung. Mit leichtem Griff hebt und stützt Maria ihr Kind, neigt leicht ihren Kopf zu einer Berührung. Der ein wenig geöffnete Mund verstärkt ein inniges Lächeln, während sich das Kind voller Vertrauen mit seinen Ärmchen abstützt um auf den Betrachter zu schauen. Die grünbläuliche Himmelsfarbe lässt das Inkarnat der Personen realistisch erscheinen.
Die Auffassung der Hochrenaissance hinsichtlich des Natürlichen ist im Gegensatz zur Frührenaissance verändert. Natur ist nicht bloßes Abbild, sondern findet eine Art „Erhöhung“ auch Idealisierung in Schönheit und Ebenmaß des Dargestellten.
„Tragen, Fassen und Halten, Fühlen, Selbständigkeit und Zuneigung, Zärtlichkeit... alles das ist hier Bewegung, Tun.“ Die Zärtlichkeit und Innigkeit von Mutter und Kind zueinander lässt das Bild nicht nur zur Darstellung einer intimen Szene werden, sondern idealisiert Mutterliebe schlechthin und zeigt Raffaels Fähigkeit, kompositorische Schönheit und Emotionalität zu vereinen.

## Provenienz
„Das Bild scheint frühzeitig in den Besitz der Familie Tempi in Florenz gelangt zu sein, in welchem es auch bis 1829 verblieb. Es hatte den Kronprinzen Ludwig von Bayern ein langes Werben gekostet, das Kleinod sich eigen zu machen. Denn sein Begehren ... geht um nicht weniger als 20 Jahre zurück, von diesem Tage an wandern wenige Briefe des enthusiastischen Kunstfreundes nach Italien ohne die Erwerbung zu betreiben, wobei die sich ergebenden Schwierigkeiten, ja zeitweise sogar die Hoffnungslosigkeit der Agenten des Prinzen dessen Verlangen nur steigerten. Er wendete sich in persönlichen Briefen an den Großherzog von Baden, um die Pension seines Agenten, des Kupferstechers Metzger, zu verlängern und dadurch diesen in Florenz zu halten, schreckt selbst vor angeratenen Bestechungen nicht zurück, und steiget schließlich sein Angebot von 6000 auf 16000 Scudi romani. Am 9. Februar 1829 wurde der Kauf abgeschlossen. Der glückliche Erwerber behielt dann das Bild bis 1835 bei sich in der Cäcilienkapelle der k. Residenz, wie es auch nach der Ausstellung in der Pinakothek königliches Privateigentum verblieb.“

## Auswahl weiterer Madonnendarstellungen Raffaels

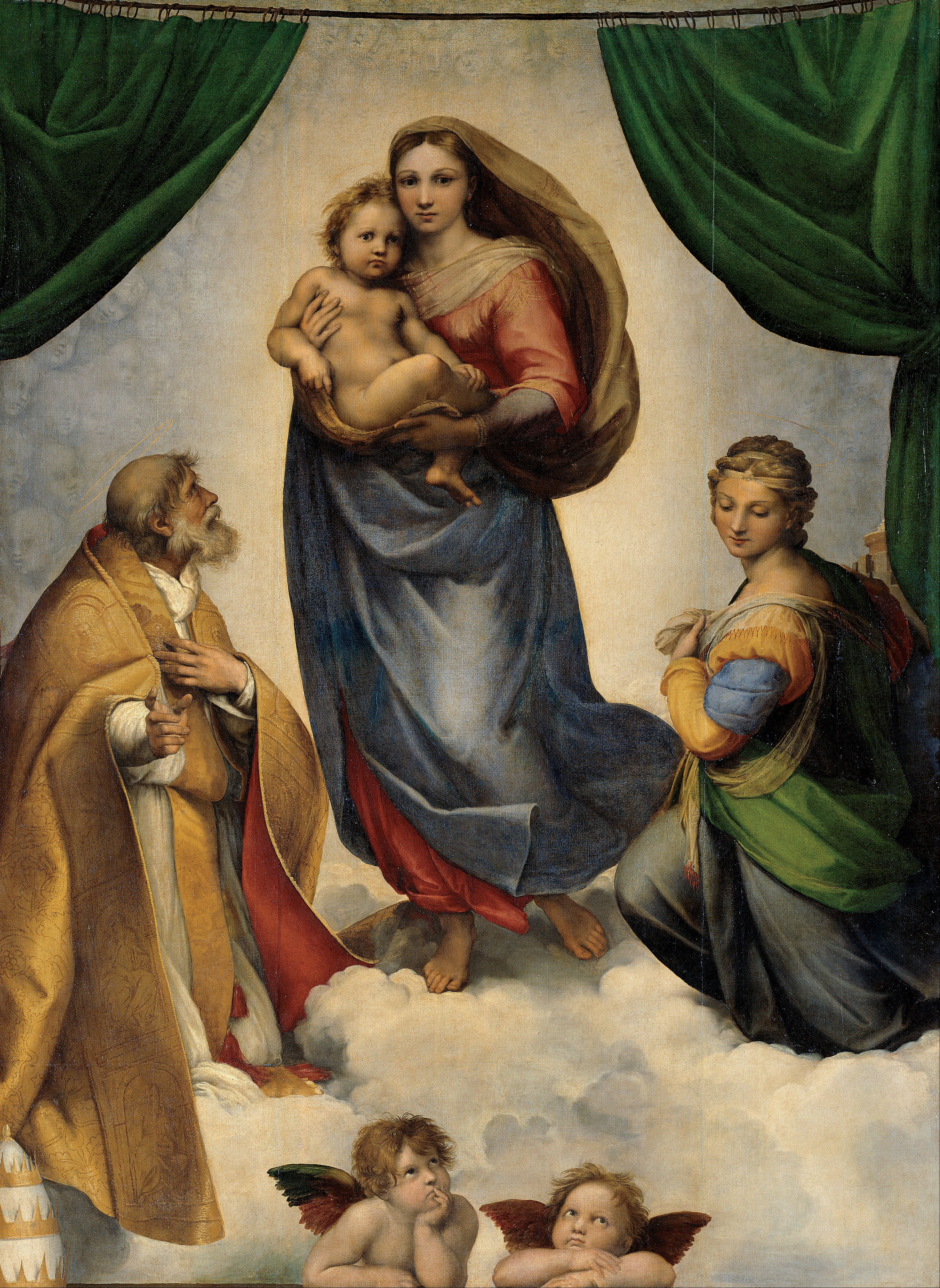
Sixtinische Madonna
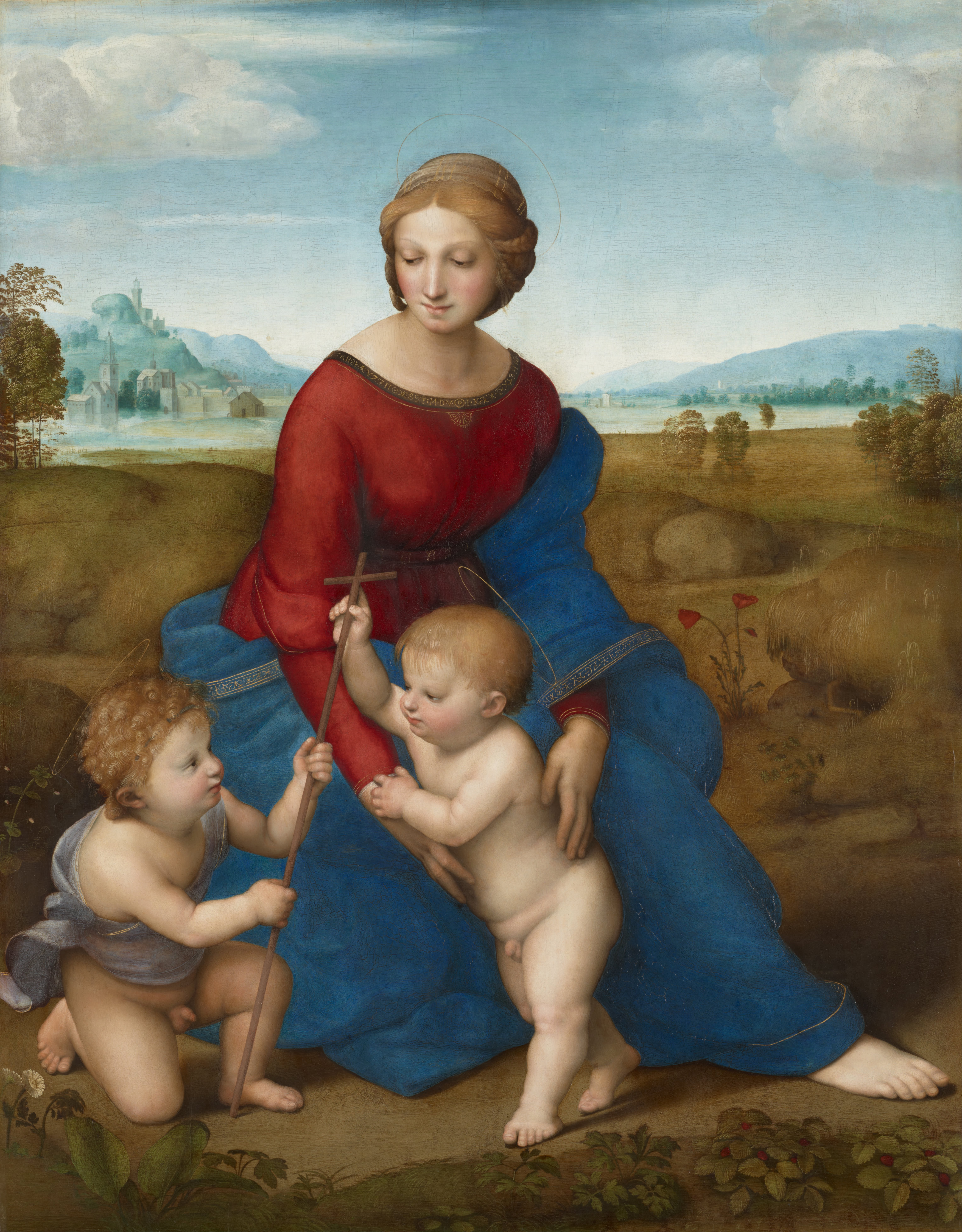
Madonna im Grünen
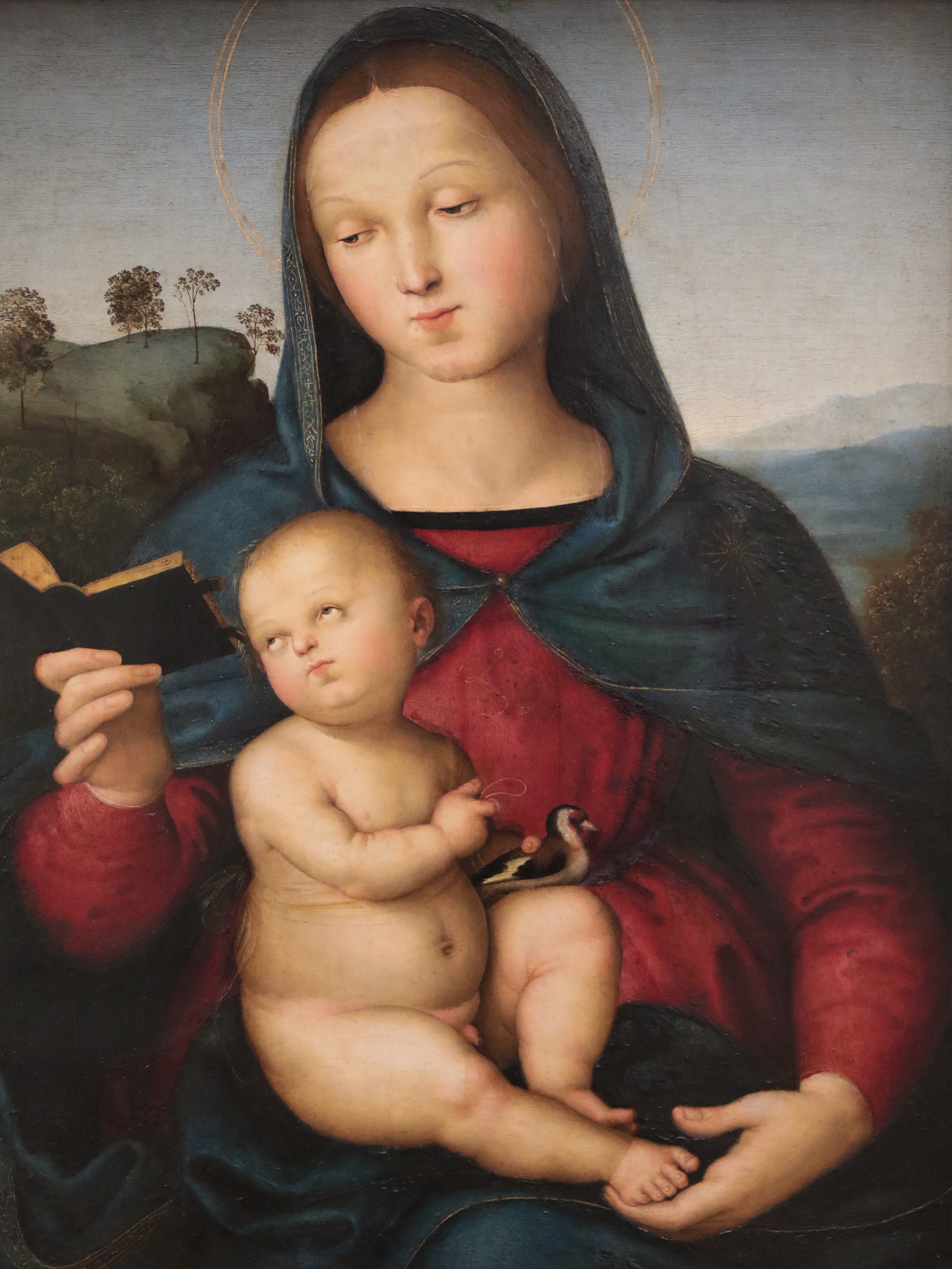
Madonna Solly
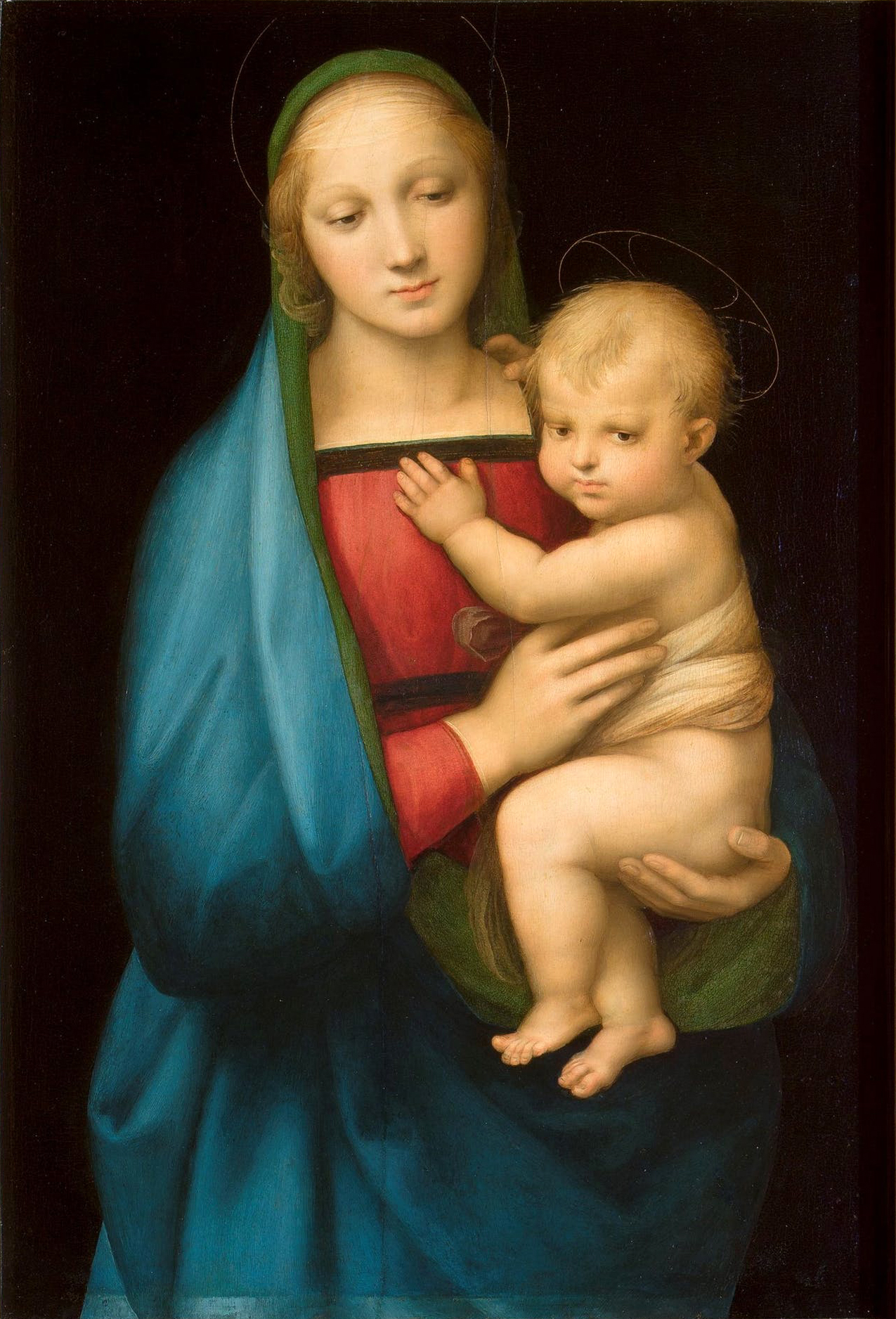
Madonna del Granduca
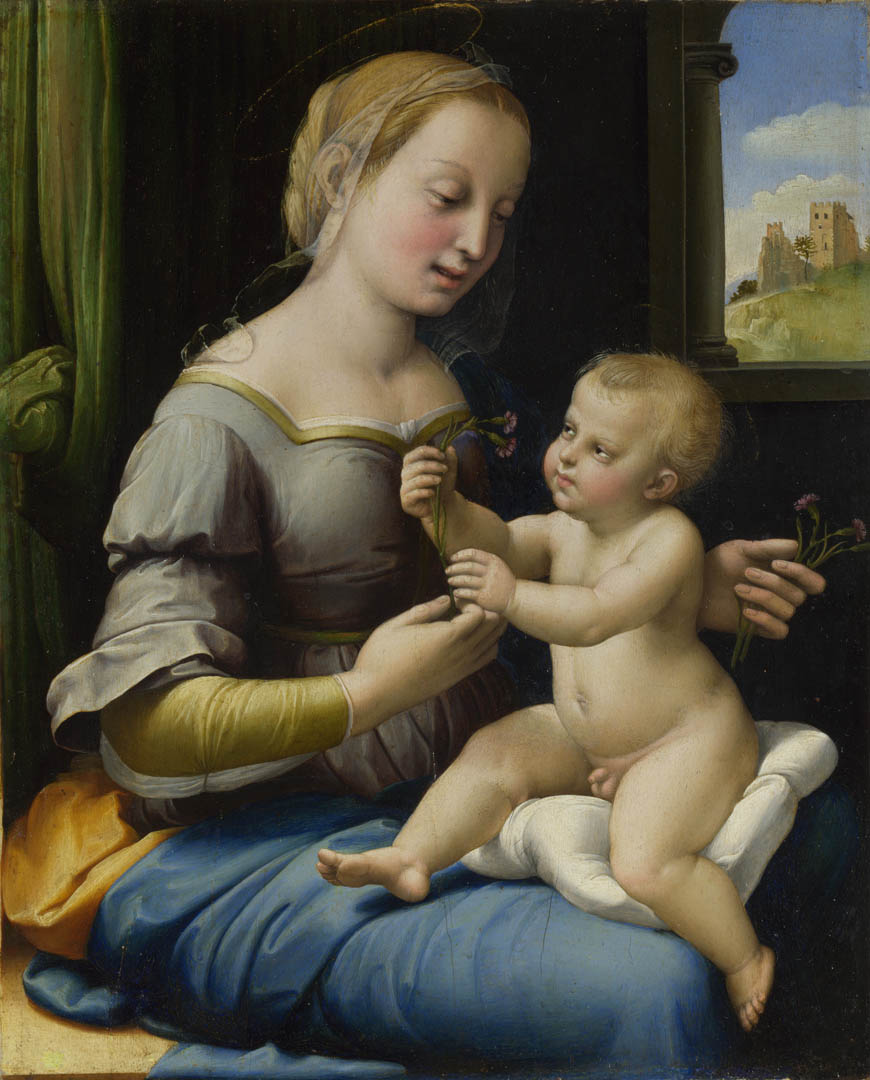
Madonna mit den Nelken